# Третья малоберцовая мышца
Третья (третичная) малоберцовая мышца (лат. Musculus peroneus tertius) — мышца голени латеральной группы.
Мышца начинается от нижней трети переднего края латеральной поверхности малоберцовой кости, переходит в сухожилие, проходит по передней поверхности латеральной лодыжки под верхним и нижним удерживателями сухожилий мышц-разгибателей над коротким разгибателем пальцев и прикрепляется к дорсальной проксимальной поверхности V плюсневой кости.

## Функция
Поднимает латеральный край стопы.